# Pedro Rodríguez de Castro

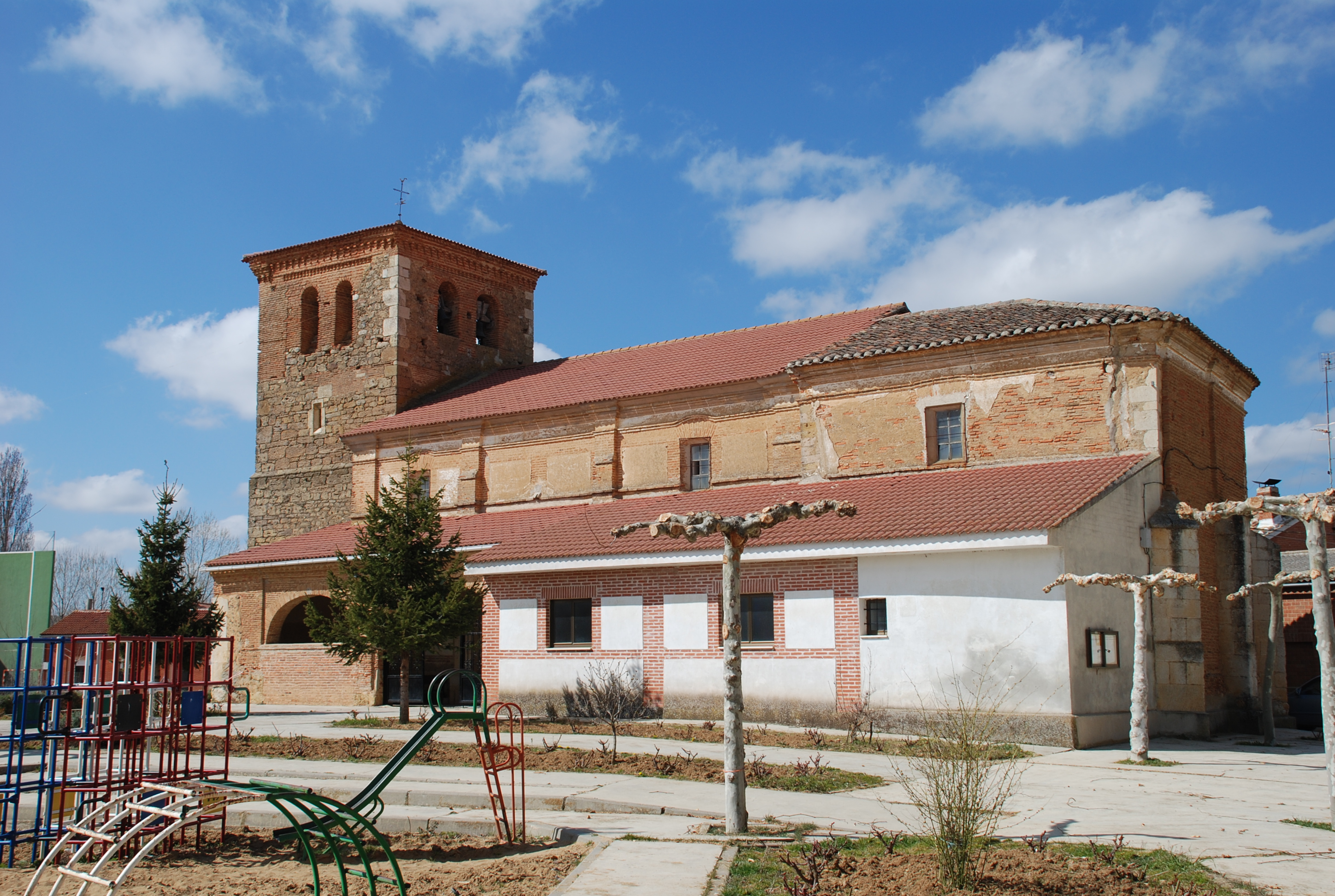
Iglesia de San Pelayo en Villasila de Valdavia, tenencia de Pedro Rodríguez de Castro junto con Villamelendro.

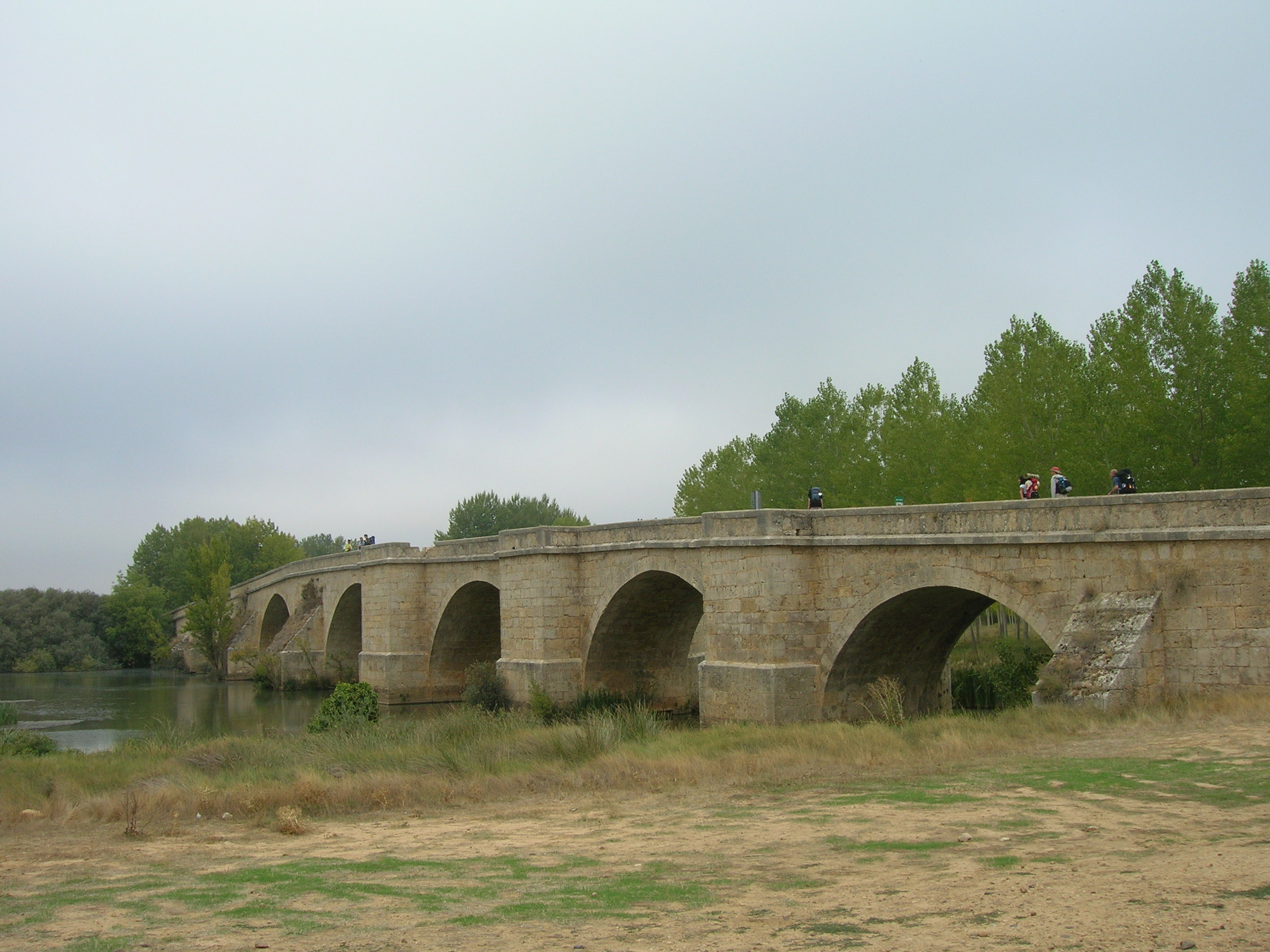
Puente en Itero de la Vega, donde está constatada la casa familiar donde Pedro y Urraca criaron a la infanta Blanca de Castilla.

Pedro Rodríguez de Castro (m. ca 1191), segundo hijo de Rodrigo Fernández de Castro el Calvo y de Eylo Álvarez, hija de Álvar Fáñez, y de la condesa Mayor Pérez, fue un ricohombre castellano del linaje de los Castro. Llamado igual que su bisabuelo el conde Pedro Ansúrez, fue mayordomo mayor de León en 1184 y tenente de Grado, Tineo, Pravia, y Limia. El conde de Barcelos en su Nobiliario, y Argote de Molina en su obra Nobleza de Andalucía,  le llaman «el monje» ya que debió ingresar en religión después de viudo.
Contrajo matrimonio antes de 1171 con Urraca Rodríguez de Guzmán, hija de Rodrigo Muñoz de Guzmán y de Mayor Díaz, con quien posiblemente no tuvo descendencia.. 
El 19 de diciembre de 1187, a la sazón tenente también de Astudillo, el rey Alfonso VIII de Castilla, en agradecimiento por incorporarse a los servicios de la Corona castellana, le donó las villas de Villasila y Villamelendro en el alfoz de Saldaña y a las cuales el propio rey dotó de fuero en 1180. Pedro, pocos años después, en 1189, donó junto con su esposa, a la orden de Santiago dichas villas con sus tierras.
En 1190 aparece junto con otros nobles, como firmante de un privilegio real en el que se les otorga tierras cultivables a Sancha López, esposa de Martín García. Estos eran campesinos probablemente de La Serna, por haber amamantado a Blanca de Castilla, hija de Alfonso VIII, nacida en Palencia en 1188 y el cual además confió a Pedro la crianza de dicha infanta en su casa de Itero de la Vega como afirma Mondejar: puerula infantissa Domina Blanca, nutriente in domo Petri roderici de Castro.
Pedro Rodríguez de Castro habrá fallecido después del 22 de noviembre de 1191, fecha de su última aparición en la documentación medieval.